# 德州電鋸殺人狂 (2003年電影)
《德州電鋸殺人狂》（英語：The Texas Chainsaw Massacre）是一部2003年美國砍殺電影，由馬可斯·尼斯佩執導，史考特·柯薩爾編劇，麥可·貝和麥克·弗雷斯監製。主演包括潔西卡·貝兒、喬納森·塔克、艾芮卡·莉瑟森、邁克·沃格爾、艾瑞克·貝福及李·爾米。該片翻拍自陶比·胡柏的1974年同名電影，同時也是《德州電鋸殺人狂》系列電影的第五部作品。
該片於2003年10月17日在美國上映，票房收入總計1.07億美元。前傳《德州電鋸殺人狂：從頭開始》於2006年推出。

## 劇情
一群年輕的男女穿越德克薩斯州的鄉村時，意外地遇到了皮臉和他殺人狂的家庭。

## 演員
- 潔西卡·貝兒 飾 艾琳
- 喬納森·塔克 飾 摩根
- 艾芮卡·莉瑟森 飾 佩普爾
- 邁克·沃格爾 飾 安迪
- 艾瑞克·貝福 飾 肯柏
- 安德魯·布伊恩尼亞斯基 飾 皮臉
- 李·爾米 飾 警長霍伊特

## 外部連結
- 互联网电影数据库（IMDb）上《德州電鋸殺人狂》的资料（英文）
- 豆瓣电影上《德州電鋸殺人狂》的資料 （简体中文）
- 爛番茄上《德州電鋸殺人狂》的資料（英文）